# هنکاک (مریلند)
هنکاک (به انگلیسی: Hancock) شهری در ایالت مریلند کشور ایالات متحده آمریکا است که جمعیت آن در سرشماری سال ۲۰۱۰ میلادی، ۱٬۵۴۵ نفر بوده‌است.